# Stewart Lee Udall
Pour les articles homonymes, voir Udall.
Stewart Lee Udall, né le 31 janvier 1920 à Saint Johns (Arizona) et mort le 20 mars 2010 à Santa Fe (Nouveau-Mexique), est un homme politique et avocat américain. Membre du Parti démocrate, il est représentant de l'Arizona entre 1955 et 1961 puis secrétaire à l'Intérieur entre 1961 et 1969 dans l'administration du président John F. Kennedy et dans celle de son successeur Lyndon B. Johnson.

## Biographie
Stewart Lee Udall est né à Saint Johns dans l'Arizona. Son père est Levi Stewart Udall, juge de la Cour suprême de l'Arizona.
Il est le père de Tom Udall et l'oncle de Mark Udall.
Durant la Seconde Guerre mondiale, il sert comme artilleur au sein de la 15e division de l’Air Force jusqu’en 1944. Il obtient en 1948 son Bachelor of Laws à l’université d'Arizona et est admis au barreau d’Arizona. Il exerce à Tucson avec son frère Mo Udall jusqu’en 1948.
Il est élu en 1954 à la Chambre des représentants des États-Unis comme démocrate, et est réélu trois fois.
John Fitzgerald Kennedy le nomme secrétaire à l'Intérieur des États-Unis en décembre 1960.
Il meurt le 20 mars 2010, dans sa maison de Santa Fe, à l’âge de 90 ans.